# Kauhajoen Karhu
Il Kauhajoen Karhu è una squadra di pallacanestro della città di Kauhajoki. Milita in Korisliiga, la massima divisione del campionato di pallacanestro finlandese.

## Storia
Fondata nel 1910 come Kauhajoen Pesukarhut ha assunto nel 2000 l'attuale denominazione. Ha raggiunto la massima divisione solo nel 2007, retrocedendo subito al termine della stagione 2007-08. Dal 2009 è ritornata in pianta stabile in Korisliiga.

## Colori e simbolo
I colori della maglia del Kauhajoen Karhu sono l'arancione ed il nero.
Il simbolo della squadra è rappresentato da un orso (traduzione del finnico karhu).

## Palazzetto
Il Kauhajoen Karhu gioca le partite casalinghe allo Kauhajoen koulukeskus di proprietà municipale e con una capienza di circa 1.500 spettatori.

## Roster 2022-2023
Aggiornato al 27 febbraio 2023.
| N° | Naz.                   | Ruolo | Sportivo          | Anno | Alt. | Peso |  |
| -- | ---------------------- | ----- | ----------------- | ---- | ---- | ---- |  |
| 1  | Stati Uniti (bandiera) | PG    | Cameron Jones     | 1989 | 193  | 84   |  |
| 5  | Finlandia (bandiera)   | G     | Henri Kantonen    | 1997 | 198  | 94   |  |
| 7  | Finlandia (bandiera)   | C     | Daniel Dolenc     | 1993 | 205  | 103  |  |
| 8  | Finlandia (bandiera)   | G     | Teemu Suokas      | 2001 | 186  | 74   |  |
| 10 | Stati Uniti (bandiera) | C     | Manny Patterson   | 1998 | 203  | 100  |  |
| 11 | Finlandia (bandiera)   | G     | Severi Kaukiainen | 1998 | 185  | 83   |  |
| 20 | Finlandia (bandiera)   | G     | Eero Innamaa      | 1998 | 188  | 88   |  |
| 21 | Finlandia (bandiera)   | AP    | Miikka Marttinen  | 1992 | 195  | 98   |  |
| 23 | Finlandia (bandiera)   | AP    | Joona Hakamaa     | 2001 | 197  | 75   |  |
| 30 | Stati Uniti (bandiera) | AG    | Jeffrey Crockett  | 1991 | 201  | 91   |  |
| 33 | Stati Uniti (bandiera) | C     | Simeon Carter     | 1996 | 203  | 98   |  |
| 34 | Stati Uniti (bandiera) | A     | Lee Skinner       | 1992 | 198  | 100  |  |
| 96 | Stati Uniti (bandiera) | AP    | Dikembe Dixson    | 1996 | 201  | 91   |  |

### Staff tecnico
| Allenatore: | Janne Koskimies | Assistente: | Risto-Matti Rouskou |

## Palmarès
- Campionato finlandese: 3

2017-2018, 2018-2019, 2021-2022